# 信士
信士（しんじ）とは、仏教の戒名(法号)に用いられる称号で、地位や性格を表す位号の1つである。女性の場合は信女（しんにょ）とされる。
位号の中では大居士、居士に準ずるものであり、江戸時代には大名が院殿号・大居士号、上級武士が院号・居士号、下級武士が軒号(庵号・斎号)・信士号、庶民が善男号を贈られることが多かったが、寺によっては下級武士や庶民にも一貫して居士号を贈る例もあり絶対的な条件ではない。但し、何もかも自由というわけではなく当時の幕藩体制では度々、下級身分の者への上位戒名の付与を禁ずる布令が出されており、一定の統制が敷かれていた。現在も院号・居士号が一般的な戒名になってきたとはいえ、信士号も依然顕在である。